# Route européenne 581
Pour les articles homonymes, voir Route 581.
La route européenne 581 est une route reliant Mărășești à Odessa.